# Barrio de Rábano
Barrio de Rábano (en senabrés Barriuderábanu) es una localidad del municipio de San Justo, comarca de Sanabria, en la provincia de Zamora (España).
El carácter tradicional de sus antiguas viviendas y el escaso tránsito de población, especialmente en invierno, hacen que parezca que el tiempo se ha detenido en Barrio de Rábano. También es muy notable la existencia de una exuberante vegetación.

## Localización
Su territorio privilegiado, en pleno macizo galaico-duirense, rodeado de las sierras de la  Culebra, Cabrera y Segundera, le proporciona una enorme riqueza en lo que concierne a la fauna y la flora, al mismo tiempo esta orografía aísla la comarca favoreciendo la conservación de los valores tradicionales quedando intactos hasta hoy día.

## Arquitectura
En su arquitectura tradicional con reminiscencias celtas y herencia de la cultura castreña, se aprecia la funcionalidad fruto de la frenética actividad ganadera y agrícola de años pasados, contrastando con la tranquilidad que en la actualidad se adueña de este hermoso lugar. En Barrio de Rábano la arquitectura y la naturaleza conjugan en armonía y equilibrio.
Entre los materiales utilizados, destacan preferentemente la madera, la piedra y la pizarra. Gran parte de su arquitectura comunal se encuentra en proceso de desaparición o desgraciadamente se encuentra extinta, como es el caso de molinos, fuentes, lavaderos y pilones, hornos y fragua.

## Historia
Barrio de Rábano, tiene un origen no precisado por la falta de documentación y testimonios referentes a este pueblo, posiblemente su inicio fue como consecuencia de la repoblación emprendida por los cristianos en tiempos de la reconquista (siglos IX hasta el XIII), cuando quedó integrado en el Reino de León.
Fuentes populares, apuntan a otro inicio menos honorable, a raíz del destierro de varias familias del vecino pueblo de Rábano de Sanabria, estas familias se asentaron en comunidad fundando el hoy llamado Barrio de Rábano. Este supuesto origen dataría de tiempos inmemoriales dada la pobre información en su transmisión oral.
En la Edad Moderna, fue una de las localidades que se integraron en la provincia de las Tierras del Conde de Benavente y dentro de esta en la receptoría de Sanabria. No obstante, al reestructurarse las provincias y crearse las actuales en 1833, Barrio de Rábano, aún como municipio independiente, pasó a formar parte de la provincia de Zamora, dentro de la Región Leonesa, quedando integrado en 1834 en el partido judicial de Puebla de Sanabria. En torno a 1850, el antiguo municipio de Barrio de Rábano se integró en el de San Justo.

## Demografía
A partir de 1950, al igual que ocurrió en todos los pueblos de España, Barrio de Rábano sufrió una fuerte despoblación que diezmó su censo. Su población censada, humilde y trabajadora, ronda en torno a los 6 a 10 habitantes, aunque este número se llega triplicar en meses estivales.

## Fiestas
- Santo Tirso, el 28 de enero, es el patrón del pueblo. La jornada festiva consiste en una misa en honor al Santo que, seguidamente, es posteriormente procesionado en andas alrededor del pueblo, con una parada en el cementerio, a modo de recuerdo y homenaje a los antepasados del pueblo. Pese a las inclemencias del tiempo en esta época, especialmente debido a las abundantes nevadas, cuenta con la asistencia de mucha gente, especialmente de los vecinos del pueblo.
- Virgen de la Peregrina, el último sábado de agosto, patrona del pueblo. La jornada festiva comienza de madrugada con la tradicional alborada, los jóvenes y no tan jóvenes se levantan antes del amanecer para recorrer el pueblo con gaitas y tambores, llamando casa por casa y puerta por puerta, cuando alguien los recibe se le invita a unirse al grupo y se le recibe con un chupito de aguardiente. Acude gran afluencia de gente dada la temporada estival. Tras la misa en conmemoración a la virgen de la Peregrina se pasea a la imagen en procesión por el pueblo junto al pendón (originariamente eran estandartes que guiaban a los reyes y a los nobles en sus viajes y en las guerras. En el antiguo Reino de León siguen siendo utilizados en las fiestas populares). Tras la romería se congrega la gente del pueblo en la casa-escuela donde se instala el bar y prosigue la fiesta, entre cantos y bailes regionales.